# Palenzuela
Palenzuela település Spanyolországban, Palencia tartományban. Palenzuela Castrojeriz, Revilla Vallejera, Valles de Palenzuela, Peral de Arlanza, Villahán, Quintana del Puente, Cordovilla la Real, Santa María del Campo, Baltanás, Tabanera de Cerrato, Antigüedad, Cobos de Cerrato, Royuela de Río Franco, Espinosa de Cerrato, Villafruela, Torresandino és Tórtoles de Esgueva községekkel határos. Lakosainak száma 215 fő (2024).

## Népesség
A település népessége az elmúlt években az alábbi módon változott:
| Lakosok száma | 312  | 278  | 257  | 254  | 222  | 213  | 212  | 206  | 212  | 215  |
|               | 2001 | 2004 | 2007 | 2009 | 2012 | 2014 | 2017 | 2019 | 2022 | 2024 |